# Dan Koppen
(en) Statistiques sur pro-football-reference
Daniel Koppen (né le 12 septembre 1972 à Dubuque) est un joueur américain de football américain. Il joue actuellement avec les Broncos de Denver.

## Enfance
Koppen étudie à la Whitehall High School d'une petite ville de Pennsylvanie. Il fait partie des équipes de football américain, de basket-ball et d'athlétisme. Lors du Kaylee Rotary Bowl 1997, il est nommé MVP défensif du match et le magazine Prep Star le nomme All-American. Lors de sa dernière année au lycée, il effectue dix sacks en défense et marque huit touchdowns en attaque.

## Carrière

### Université
Il entre au Boston College en 1999 où il fait une année comme remplaçant. Il débute en 2000 et devient le centre titulaire de l'équipe à l'âge de vingt ans. En 2001, il est dans la liste de prétendants au Rimington Trophy, récompensant le meilleur centre de la NCAA.
Lors de sa dernière année à l'université, il est un des finalistes au Rimington Trophy mais ne le remporte pas.

### Professionnel
Dan Koppen est sélectionné au cinquième tour du draft de la NFL de 2003 par les Patriots de la Nouvelle-Angleterre au 164e choix. Au début de sa première saison professionnelle (rookie), Koppen est le remplaçant du pro-bowler Damien Woody. Woody se blesse avant la deuxième journée, permettant à Koppen de jouer son premier match en NFL. L'offensive guard Mike Compton se blesse et déclare forfait jusqu'à la fin de la saison. En conséquence, Woody prend le rôle de guard et Koppen obtient le poste de centre titulaire, place qu'il ne lâche pas, titulaire lors du Super Bowl XXXVIII où les Patriots s'imposent contre les Panthers de la Caroline.
Après cette première saison et ce premier titre, Damien Woody signe avec les Lions de Detroit, confirmant Koppen dans son rôle de centre titulaire pour la saison 2004 qui voit le sacre des Patriots pour la deuxième année consécutive, contre les Eagles de Philadelphie au Super Bowl XXXIX.
Le 13 novembre 2005, lors de la dixième journée contre les Dolphins de Miami, il se blesse gravement à l'épaule et déclare forfait pour le reste de la saison. Il revient en force en 2006 où il provoque trois fumbles. Le 12 octobre 2006, il signe une prolongation de contrat de cinq ans avec les Patriots d'une valeur de vingt millions de dollars. Lors de la saison 2007, Dan ne manque qu'un seul match à cause d'une blessure au pied. Il joue néanmoins le Super Bowl XLII mais les Patriots doivent s'incliner. Il est sélectionné pour son premier Pro Bowl.
Lors des trois saisons suivantes, il ne rate aucun match de son équipe et est nommé dans l'équipe de la décennie 2000 des Patriots de la Nouvelle-Angleterre. L'entraîneur Bill Belichik le considère comme un des meilleurs joueurs qu'il ait pu entraîner. Lors du premier match de la saison, à Monday Night Football, sa jambe se plie lors d'un snap et il quitte le terrain contre cette même équipe des Dolphins de Miami qui l'avait envoyé à l'hôpital six ans auparavant. Après une semaine de soin, il est déclaré inapte pour le reste de la saison et placé sur la liste des blessés.
Koppen est coupé le 31 août 2012, juste avant le début de la saison. Le 10 septembre, il signe un contrat d'un an avec les Broncos de Denver et dispute quinze matchs dont douze comme titulaire. Après cette première saison, il signe une prolongation de contrat. Néanmoins, le 28 juillet 2013, il est victime d'une déchirure des ligament croisé antérieur et rate la saison 2013. Il est coupé par les Patriots.
En mars 2014, il devient un assistant de l'équipe de football américain de la Bishop Hendricksen High School, à Providence.

## Palmarès
- Seconde équipe de la Big East Conference 2000, 2001 et 2002 (3 fois)
- Vainqueur du Super Bowl XXXVIII et du Super Bowl XXXIX
- Seconde équipe All-Pro de la saison 2007
- Sélection au Pro Bowl en 2007
- Équipe des Patriots de la Nouvelle-Angleterre de la décennie 2000